# 三村恭代
三村 恭代（みむら たかよ、1985年9月25日 - ）は、日本の女優。
茨城県出身。スターダストプロモーション所属。

## 人物・来歴
- 中学在学中の14歳の時、スカウトで芸能界入り。
- 所属事務所公式サイトのプロフィールなどに、趣味・特技として バスケットボール、手話、やり投げ等を挙げている。
- 2012年1月5日、2012年元日に鹿島アントラーズに入団が内定していた当時流通経済大学在学中の山村和也と長崎市役所へ婚姻届を提出していたことが明らかとなり[1]、自らのブログで公式に発表した[2]。
- 2013年に第1子の男児、2015年に第2子の女児を出産[3]。

## 主な出演作品

### テレビドラマ
- 六番目の小夜子（2000年、NHK）
- 御就職（2000年、CX系）
- OLポリス2〜コギャルポリス編〜（2001年、NTV系）
- 恋がしたい恋がしたい恋がしたい（2001年、TBS系）
- ペットシッター沢口華子の事件簿（2001年、TBS系） - 沢口七子 役
- 母の告白（2002年、CX系） - ヒロイン・高辻春菜 役
- 24ピース（2002年、TBS系）
- 刑事★イチロー（2003年、TBS系）
- ヤンキー母校に帰る（2003年、TBS系） - 菊池愛 役
- ペットシッター沢口華子の事件簿2（2004年、TBS系） - 沢口七子 役
- 下北サンデーズ 第6話（2006年、EX系）
- PS -羅生門- 第7話（2006年、EX系） - 御手洗志帆 役
- ケータイ刑事 銭形海 第4話（2007年、BS-i） - 磯山今日子 役
- ラスト・フレンズ 第9話（2008年、CX系） - 篠塚聡美 役
- 土曜ワイド劇場「弁護士・茜沢翔子の人生相談承ります!」（2008年、EX系） - 茜沢虹子 役
- 特命係長 只野仁4thシーズン 第35話（2009年、テレビ朝日）
- あたしたちの快感桃色日記 第4話「極上ナイトに指名して」（2009年、BS11） - ちな 役
- トリハダ5〜夜ふかしのあなたにゾクッとする話を（2009年、フジテレビ）
- 探偵Xからの挑戦状!（2009年、NHK）
- ラストメール2 第1話（2009年、BS朝日）
- GOLD 第1話（2010年、CX系）
- GM〜踊れドクター 第2話（2010年、TBS系）
- 黄金の豚-会計検査庁 特別調査課-（2010年、NTV系）

### テレビその他
- 見栄晴・三村恭代の夏休み!福井いいとこどり（2008年7月、KBS京都・サンテレビ）

### 映画
- バトル・ロワイアル（2000年、深作欣二監督） - 琴弾加代子 役
- バトル・ロワイアル〜特別扁〜（2001年、深作欣二監督） - 琴弾加代子 役
- 害虫（2002年、塩田明彦監督） - 和美 役
- ござまれじ（2003年、秋元康企画、オムニバス）
- チルソクの夏（2004年、佐々部清監督） - 木川玲子 役
- 恋文日和（2004年、オムニバス） - 大森美香監督「あたしをしらないキミへ」
- リンダ リンダ リンダ（2005年、山下敦弘監督） - 丸本凛子 役
- ラブ サイコ／妖赤のホラー（2006年、岡嶋寛人監督）「峠の女」
- 魂萌え!（2007年、阪本順治監督）
- 夕凪の街 桜の国（2007年、佐々部清監督）
- 夕映え少女（2007年、オムニバス） - 吉田雄一郎監督「浅草の姉妹」
- 髪がかり（2008年、河崎実監督）
- 彼方からの手紙（2008年、瀬田なつき監督）※東京藝術大学大学院映像研究科第二期生終了制作展
- 鴨川ホルモー（2009年、本木克英監督） - 竜造寺富子（京大青竜会3回生部員） 役
- あとのまつり（2009年、瀬田なつき監督）
- 愛你一萬年（2010年、台湾映画、北村豐晴監督）
- 嘘つきみーくんと壊れたまーちゃん（2011年、瀬田なつき監督）
- 孤独な惑星（2011年、筒井武文監督） - 哲男の恋人・亜理紗　役

### 舞台
- 世界の中心で、愛をさけぶ（2005年）

### CM
- マクドナルド「ウィークデースマイル」（2000年）
- 小林製薬「びふナイト泡洗顔フォーム」（2001年）
- サントリー「南アルプスの天然水」作戦篇（2002年） - 邑野みあ、市原隼人、渡部豪太と共演
- 明治製菓「手作りチョコ」（2006年）
- 三井農林「日東紅茶ロイヤルミルクティー」（2007年 - ）
- アステラス製薬「排尿トラブル改善」（2008年 - ）

### ミュージックビデオ
- ロクセンチ「マドレーヌ」（2006年）
- BROWN SUGAR「DESTINY〜また逢う日まで」（2009年）